# Xavier Tanguy
Xavier Tanguy, né le 11 avril 1992, est un gardien de but international français de rink hockey. Il a évolué dans le club du RAC Saint-Brieuc.

## Biographie

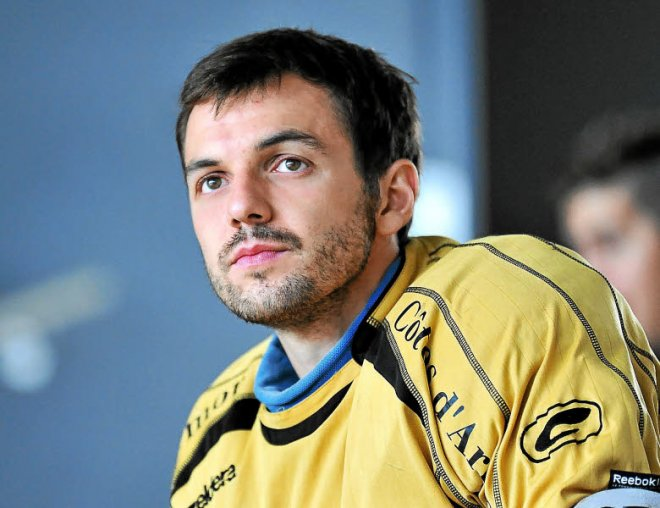
Xavier Tanguy, gardien de l'équipe de France de Rink-Hockey.

Xavier Tanguy est né le 11 avril 1992 à Saint-Brieuc. Il commence sa carrière au Quintin RC à l'âge de cinq ans avant de rejoindre le RAC Saint-Brieuc en 2003. 
À 16 ans, il connaît sa première sélection avec l'équipe de France des moins de 17 ans avec laquelle il obtient la médaille de bronze aux championnats d'Europe à Nantes. La même année, il intègre l'équipe première du RAC Saint-Brieuc et fait ses premiers pas en Nationale 1 - Elite. 
Il participe ensuite à diverses compétitions internationales avec les équipes de France jeunes U17 puis U20 et intègre l'équipe première à l'occasion de l'Euro 2012 à Paredes. À 21 ans, en 2013, il participe à son premier championnat du monde en Angola. L'année suivante, il est de nouveau convoqué pour défendre le but tricolore lors de l'Euro 2014 disputé à Alcobendas en Espagne. 
Lors du Championnat du Monde 2015, il est présélectionné pour les matchs de préparation de l'équipe de France. Il fait partie des trois gardiens convoqués par Fabien Savreux et contribue à la qualification pour les quarts de finale. 
En 2016, il évolue dans l'équipe de Saint-Brieuc.
En 2018, il est de nouveau sélectionné en championnat d'Europe.

## Palmarès clubs
- Finaliste de la Coupe de France 2010
- 3e place Coupe de France 2011 et 2012

## Palmarès international
- 6e au Championnat du Monde 2015 (La Roche-sur-Yon, )
- 5e au Championnat d'Europe 2014 (Alcobendas, )
- 3e à la Coupe Latine 2014 (Viana do Castelo, )
- 8e au Championnat du Monde 2013 (Angola, )
- 4e au Championnat d'Europe 2012  (Paredes, )
- 3e à la Coupe Latine 2012 (Vilanova i la Geltrú, )
- 3e au Championnat d'Europe U-17 2007 (Nantes, )